# Lynda Koudache
Lynda Koudache (en kabyle : Linda Kudec, en tifinagh : ⵍⵉⵏⴷⴰ ⴽⵓⴷⴻⵛ), né le 12 octobre 1975 à Mécheria, est une romancière et poétesse algérienne d'expression amazighe et française. Elle est la première femme romancière en langue kabyle.

## Biographie et parcours
Née à Mécheria dans la wilaya de Naâma, Lynda Koudache est issue d'une famille kabyle originaire de la région des Ouacifs (commune d'Aït Boumehdi) dans la wilaya de Tizi Ouzou. Elle a vécu et grandi à Fréha.
Autodidacte, elle a d'abord commencé par rédiger des poèmes. En 2001, Lynda Koudache collabore dans le Cahier littéraire des éditions du Petit Pavé. Puis, elle participe à un autre ouvrage collectif de poésie intitulé Comme une forêt de mots dits. Koudache publie en 2003 un recueil de poésie en langue française, L'Aube vierge. En 2005, elle publie un autre recueil de poésie, cette fois-ci en en langue amazighe. Il rend hommage aux femmes et s'intitule Lligh uqbel ad Iligh (j'existais avant d'exister).
En 2006, elle s'initie au genre littéraire de la nouvelle, en écrivant Anagi n tudert  (Témoin de la vie), dans un ouvrage collectif publié en France dont le titre est Le temps qui passe.
En 2009, elle publie son premier roman en langue amazighe intitulé Aεecciw n tmes (La cabane en feu). La préface est signée par Said Chemakh, enseignant-chercheur en linguistique et langue berbère. Ce roman n'est pas le premier roman écit par une femme en langue amazighe. Cet honneur revient à l'écrivaine marocaine Samira Yedjis, de la région du Rif, qui a publié son roman Tasrit n wez’ru (La mariée du rocher) en 2001. Toutefois, le roman de Lynda Koudache est le premier roman écrit (et publié) par une femme dans la variante kabyle de la langue berbère.
Elle publie, en 2016, son deuxième roman en langue amazighe intitulé Tamacahut Taneggarut (Le dernier conte).
Lynda Koudache préfère écrire dans sa langue maternelle, le kabyle. Elle entend ainsi sauvegarder un lexique riche et ancien. Son approche se veut également universaliste, loin d’une vision folklorisante de la langue, afin d’encourager plus de lecteurs à lire la littérature en tamazight.
Elle a participé et animé à plusieurs salons du livre et rencontres littéraires concernant l'écriture berbère et la culture berbère.

## Distinctions
En 2006, pour sa nouvelle Anagi n tudert  (Témoin de la vie), Lynda Koudache obtient le Prix d'encouragement international du forum des femmes de Méditerranée-France.
En 2016, Lynda Koudache remporte le prix littéraire Assia Djebar du meilleur roman dans la catégorie en langue amazighe pour son livre Tamacahut Taneggarut  (Le dernier conte). Ce roman suit le personnage de Chavha, une intellectuelle kabyle confrontée aux vicissitudes de la société algérienne après deux mariages ratés.